# Gutara
Il Gutara (in russo Гутара?) è un fiume della Siberia Orientale, affluente di destra del Tagul. Scorre nel rajon  Nižneudinskij dell'Oblast' di Irkutsk, in Russia.
Il fiume ha origine da un piccolo lago di montagna sulle pendici della cresta Agul'skie Belki dei monti Saiani Orientali e scorre in direzione settentrionale. Il fiume ha una lunghezza di 169 km, l'area del suo bacino è di 4 300 km². Sfocia nel Tagul a 164 dalla foce.
A 20 km dal paese di Verchnjaja Gutara (Gutara Superiore) c'è una cascata di 30 metri. Il fiume è utilizzato per gli sport acquatici: rafting e kayak.